# Вестворт Вилиџ (Тексас)
Вестворт Вилиџ (енгл. Westworth Village) град је у америчкој савезној држави Тексас. По попису становништва из 2010. у њему је живело 2.472 становника.

## Демографија
Према попису становништва из 2010. у граду је живело 2.472 становника.
| Група             | 2000.         | 2010.         |
| Белци             | 1.528 (71,9%) | 1.586 (64,2%) |
| Афроамериканци    | 90 (4,2%)     | 142 (5,7%)    |
| Азијати           | 28 (1,3%)     | 33 (1,3%)     |
| Хиспаноамериканци | 396 (18,6%)   | 645 (26,1%)   |
| Укупно            | 2.124         | 2.472         |